# Хмурый Вангур (фильм)
«Хмурый Вангур» — советский чёрно-белый фильм о геологах режиссёра Анатолия Дудорова 1959 года. Премьера фильма состоялась 22 августа 1960 года.

## Сюжет
Молодой амбициозный аспирант Николай Плетнёв отстаивает идею о том, что на реке Вангур на Урале существует месторождение титана, в котором остро нуждается Советский Союз. Его поддерживает влюблённая в него студентка, будущий геолог, Наташа. Плетнёв предлагает совместить поиски месторождения на Вангуре с запланированной экспедицией, которая должна отправиться в тот же район. Преподаватель того же института Борис Пушкарёв не разделяет уверенности Плетнёва, однако решение отправить поисковую группу одобрено, и он решает сам её возглавить, чтобы проверить предположение Плетнёва со всей тщательностью. Плетнёв воспринимает скрупулёзность Пушкарёва как желание затереть его идею. Плетнёв хочет взять с собой и Наташу, но Пушкарёв, понимая трудности такого похода, категорически против. Экспедиция выезжает в тайгу, и сначала на грузовиках, затем пешком добирается до горы Ключ-Камень, где основная группа, выполняя свои задачи, будет дожидаться возвращения группы Пушкарёва. Пушкарёв, Плетнёв и молодой геолог Юра в сопровождении старого проводника Михаила из местных манси уходят в тайгу.
На берегу в верховьях Вангура они изготавливают лодку-долблёнку и начинают спуск по реке. Но оказывается, что они поспешили с лодкой — река превращается в сплошные болота. Прилагая огромные усилия они проводят нагруженную припасами лодку через болота. Наконец они добираются до чистой воды, но в следующую ночёвку по оплошности Юры они лишаются рации. Затем по недосмотру Плетнёва лодка ночью наполняется водой, и поисковая партия лишается части продуктов. Через некоторое время от них уходит суеверный проводник, потому что «манси дальше идти нельзя в плохие места». После ухода проводника обнаруживается пропажа большей части патронов и фляги со спиртом. Плетнёв сваливает пропажу на ушедшего проводника. Он уговаривает Пушкарёва вернуться, так как титан они так и не нашли. Но Пушкарёв считает, что они должны пройти весь Вангур, чтобы с уверенностью делать выводы. Испугавшись предстоящих трудностей и лишений Плетнёв на следующее утро тайком покидает своих товарищей и направляется к стоянке старого манси. Пушкарёв и Юра продолжают свои поиски вдвоём. Продукты на исходе, начинаются осенние дожди. Наконец они обнаруживают на берегу Вангура титан. Но на обратном пути, когда уже наступила зима и у них закончились патроны и продукты, Юра обмораживает ноги. Пушкарёв несёт Юру на себе, а когда уже не может идти, тащит его по снегу. Когда они выбираются из леса на открытое место, их обнаруживает спасательная партия во главе с профессором Кузьминых. Юру доставляют на вертолёте в ближайшее поселение манси, где они обнаруживают сбежавшего Плетнёва. Наташа потрясена тем, что любимый ею человек оказался подлецом.

## В ролях
- Павел Шпрингфельд — Борис Никифорович Пушкарёв
- Анатолий Торопов — Николай Плетнёв
- Ия Арепина — Наташа
- Владимир Курков — Юра
- Константин Барташевич — Алексей Архипович Кузьминых, профессор
- Назиб Гайнуллин — старый манси Михаил, проводник
- Раднэр Муратов — молодой манси Володя, сын Михаила
- Александр Гречаный — Степан
- Дмитрий Дальский
- Зинаида Невоструева — секретарь

## Съёмочная группа
- Сценарист: Олег Коряков
- Режиссёр: Анатолий Дудоров
- Оператор: Иван Артюхов
- Композитор: Николай Тимофеев
- Художник: Владислав Расторгуев